# La Dette (film, 1917)
Pour les articles homonymes, voir La Dette.
Pour plus de détails, voir Fiche technique et Distribution.
La Dette (Pay Me!) est un film muet américain réalisé par Joseph De Grasse et sorti en 1917.

## Synopsis
Joe Lawson, un chercheur d'or corrompu, assassine son associé ainsi que la femme de celui-ci. Dans sa folie furieuse, il tue également son épouse et abandonne son propre fils. Pour lui, commence alors une vie de hors-la-loi.

## Fiche technique
- Titre original : Pay Me!
- Titre français : La Dette
- Réalisation : Joseph De Grasse
- Scénario : Bess Meredyth, Joseph De Grasse, d'après son histoire
- Chef-opérateur : King D. Gray
- Durée : 74 minutes
- Date de sortie : États-Unis : 1er septembre 1917

## Distribution
- Lon Chaney : Joe Lawson
- J. Edwin Brown : Martin
- William Clifford : Hal Curtis
- Evelyn Selbie : Hilda Hendricks
- Tom Wilson : 'Mac' Jepson
- Dorothy Phillips : Marta
- Claire Du Brey : Nita
- William Stowell : Bill The Boss
- John George : le patron du bar
- Dick La Reno